# Ларок-де-Фа
Ларо́к-де-Фа (фр. Laroque-de-Fa) — коммуна во Франции, находится в регионе Лангедок — Руссильон. Департамент коммуны — Од. Входит в состав кантона Мутуме. Округ коммуны — Каркасон.
Код INSEE коммуны — 11191.

## Население
Население коммуны на 2008 год составляло 153 человека.
| 1962 | 1968 | 1975 | 1982 | 1990 | 1999 | 2008 |
| ---- | ---- | ---- | ---- | ---- | ---- | ---- |
| 140  | 99   | 83   | 152  | 154  | 144  | 153  |

## Экономика
В 2007 году среди 103 человек в трудоспособном возрасте (15—64 лет) 53 были экономически активными, 50 — неактивными (показатель активности — 51,5 %, в 1999 году было 72,4 %). Из 53 активных работали 46 человек (29 мужчин и 17 женщин), безработных было 7 (5 мужчин и 2 женщины). Среди 50 неактивных 4 человека были учениками или студентами, 12 — пенсионерами, 34 были неактивными по другим причинам.

## Фотогалерея

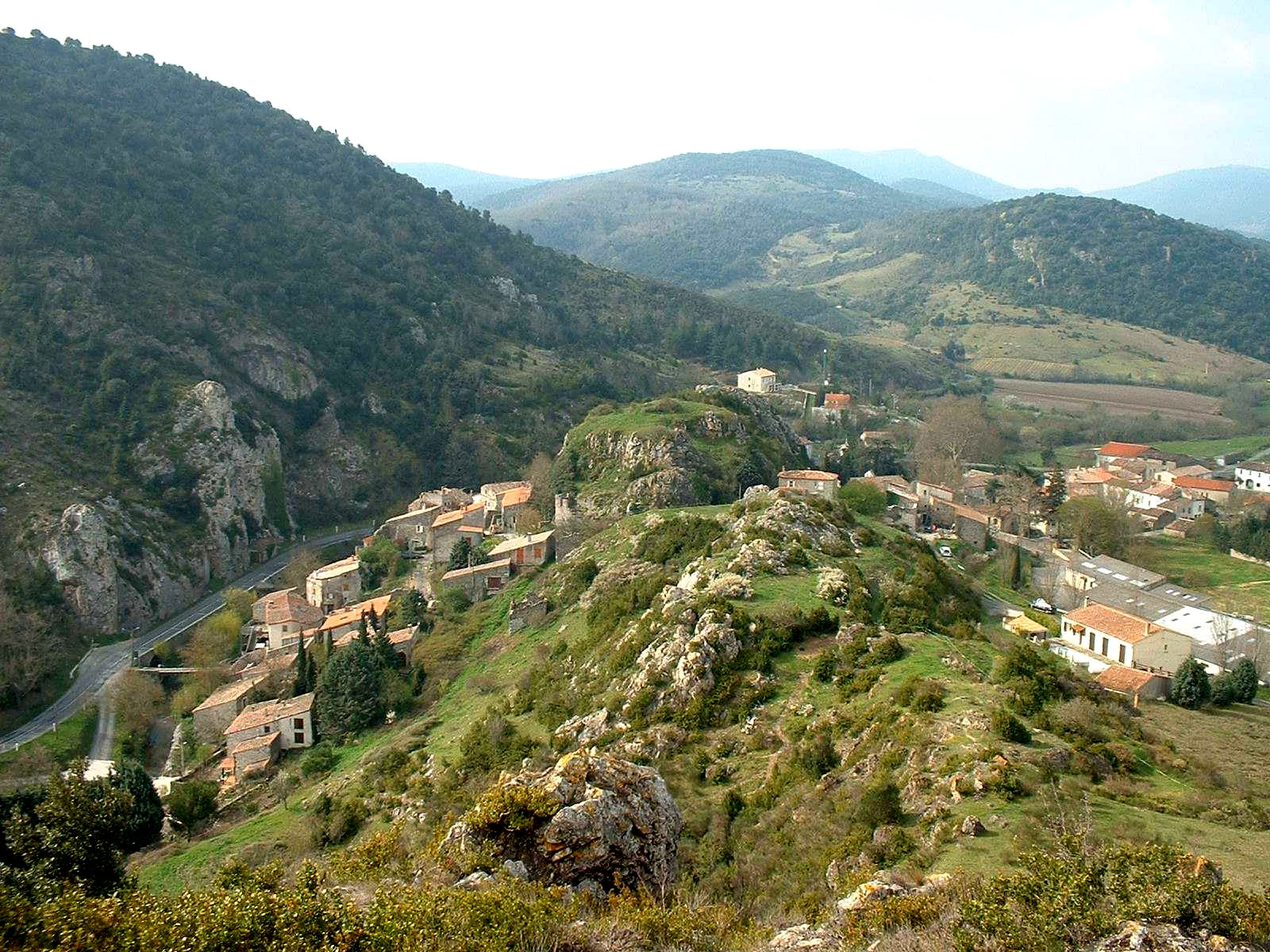
Ларок-де-Фа
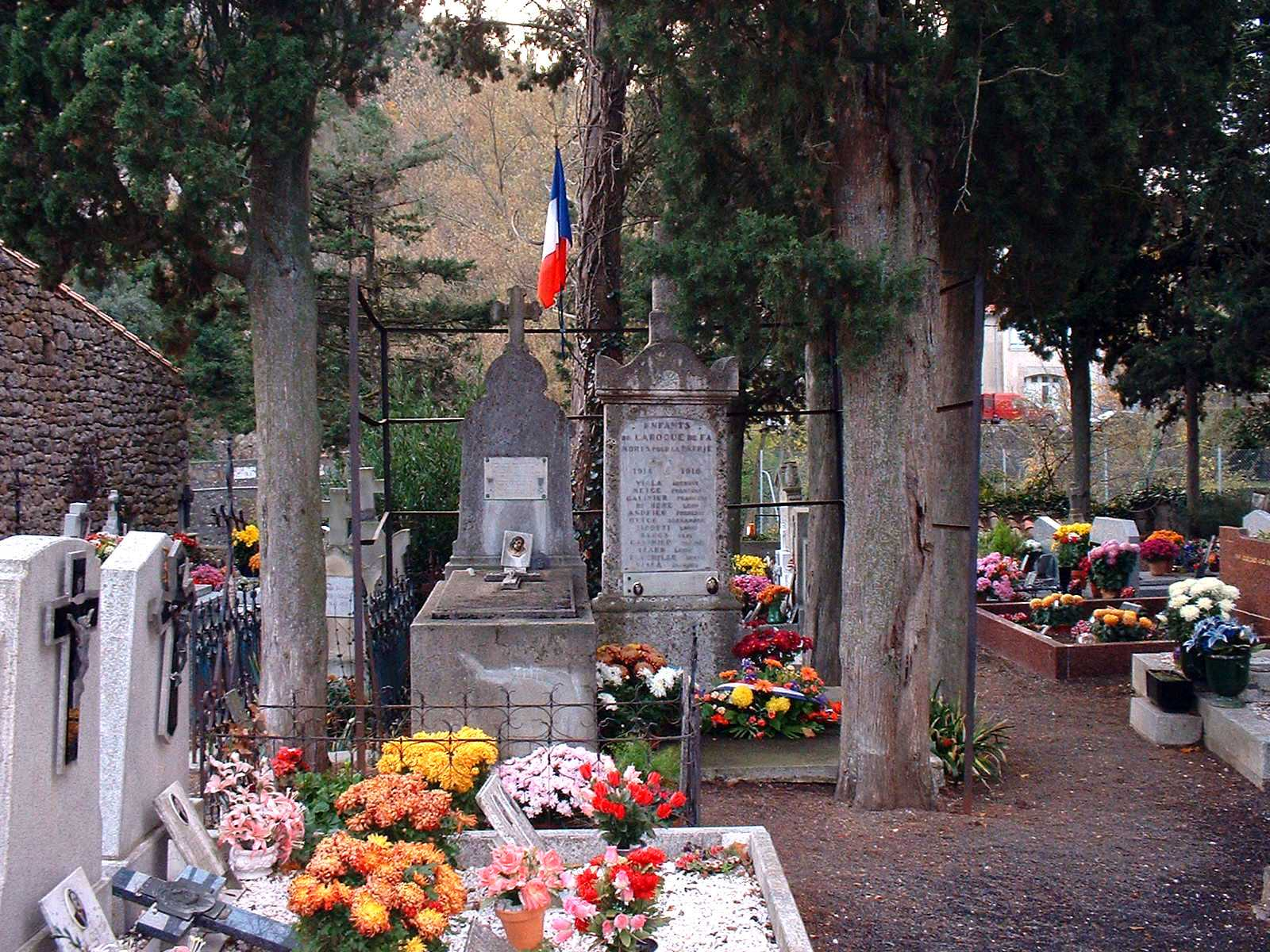
Военный монумент
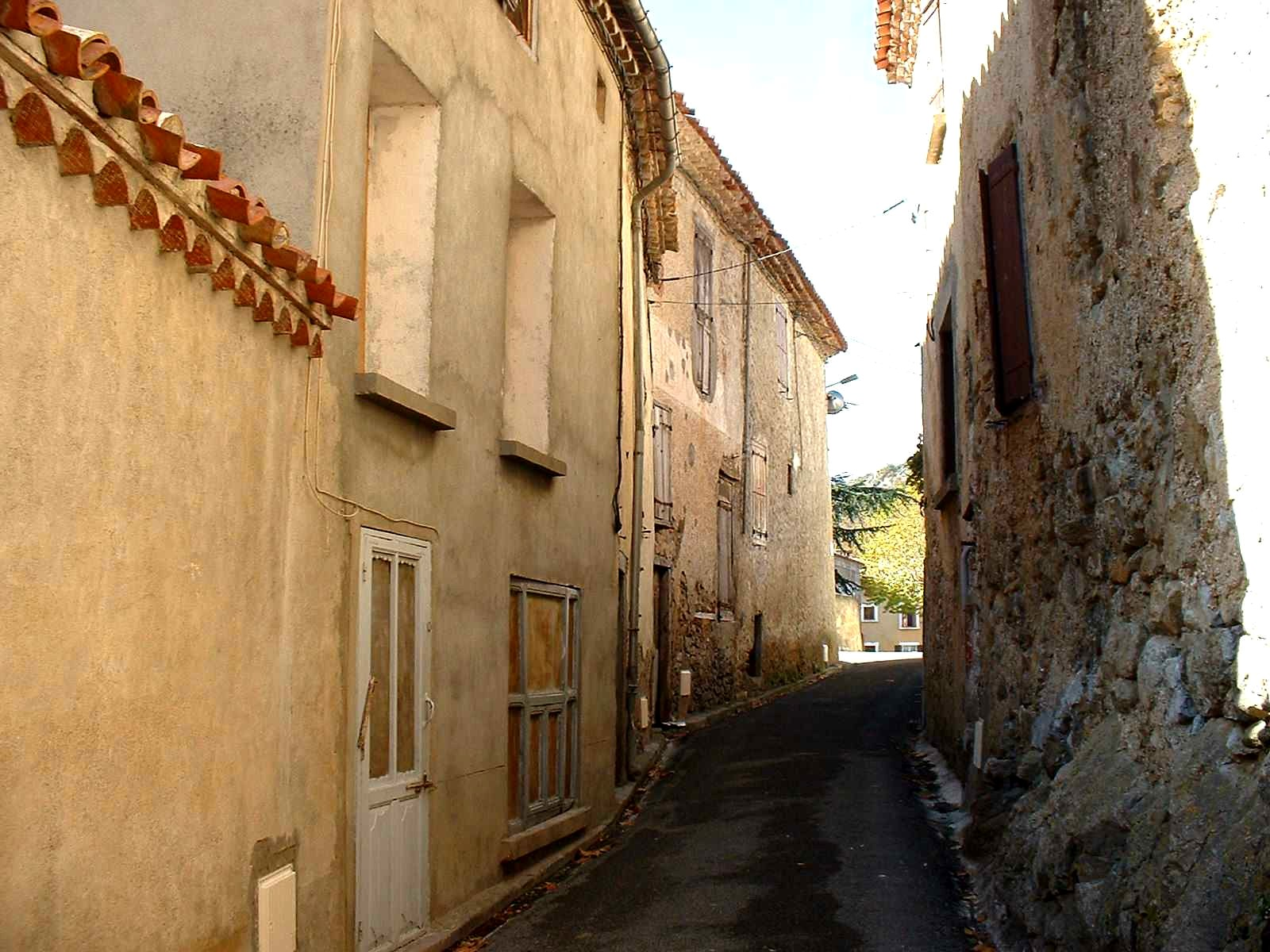
Улица
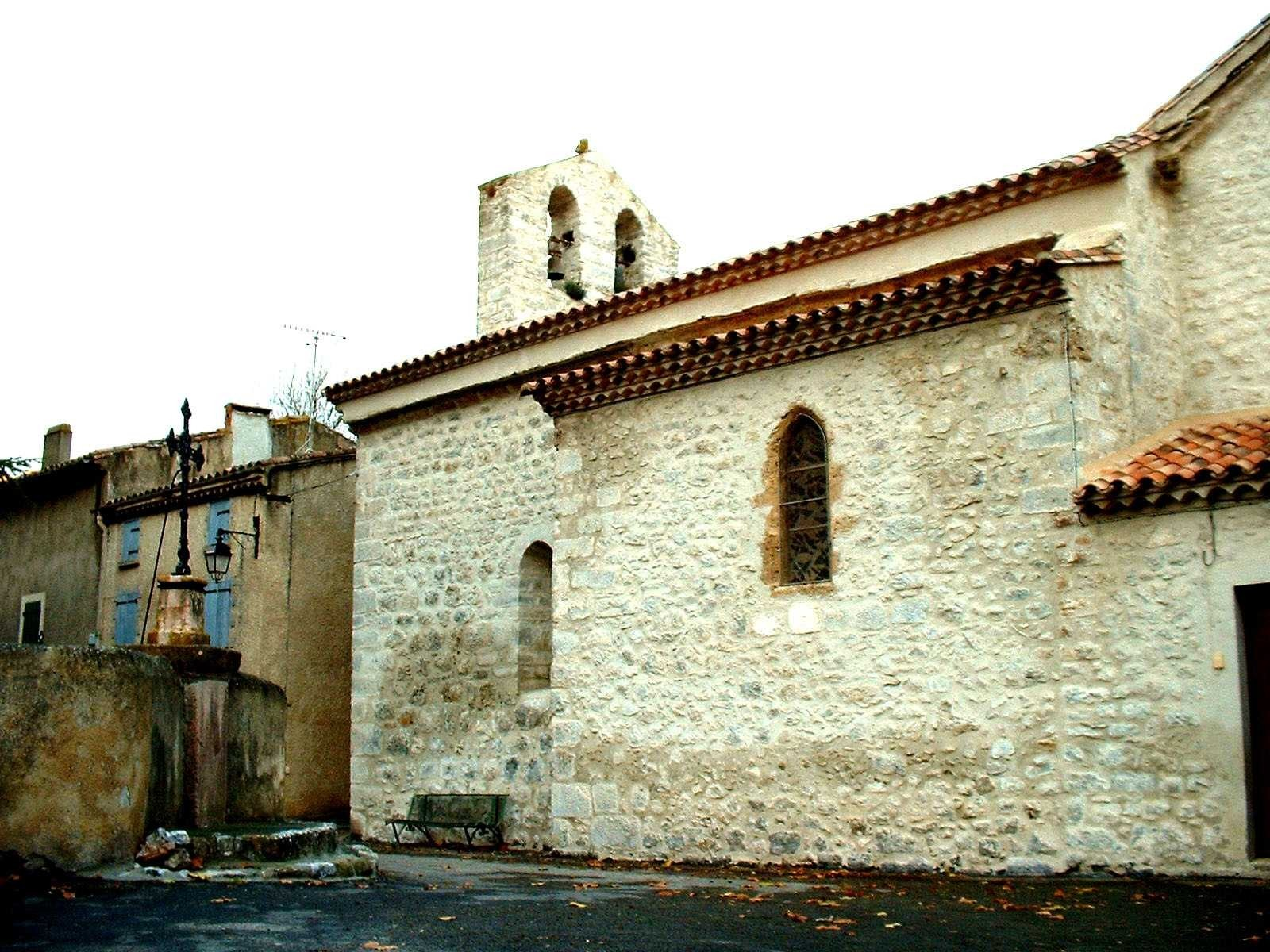
Церковь Сен-Сир